# Подземные ходы Таганрога
Подземные ходы Таганрога — ходы и галереи, которые располагаются под землей на территории города Таганрога Ростовской области.

## История
Существует несколько версий о происхождении подземных туннелей в Таганроге. Исследователи полагают, что они могли быть вырыты греками, другие — что их строителями были древние римляне. Выдвигаются версии, что подземные ходы основали при Петре I или Екатерине II. Но эти версии не нашли официального и достоверного подтверждения.
Писатель Антон Павлович Чехов интересовался городскими подземными ходами в Таганроге и легендами об их существовании, о чем есть подтвержденные факты.
Раньше существовал подземный ход от территории современного троллейбусного управления, которое расположено по улице Александровской до порта. Он предназначался для провозки мешков с мукой. В некоторых домах Таганрога были глубокие подвалы, которые при помощи подземного хода соединялись с набережной.
Во время исследований, которые неоднократно проводились на территории Таганрога, были обнаружены следы существования подземных ходов. Небольшой подземный ход проходил от подвала дома Алфераки, который располагается по улице Греческой, 76 до переулка Антона Глушко, 13, к месту, где сейчас расположен краеведческий музей.
В литературных источниках есть сведения о существовании подземного хода, который вел с морского берега к подвалу дома миллионера Вальяно. Сейчас в этом месте расположено здание авиационного техникума, которое располагается на перекрестке улицы Чехова и переулка Тургеневского. При строительстве одного корпуса «Б» ТРТИ, строители обнаружили подземный ход, а в нем находились старинные римские вещи.
Многие историки подтверждают существования подземных туннелей в Таганроге. При строительстве Петровской крепости, были сооружены многочисленные подземные переходы, которые вели от бастионов к равелинам, также из бастионов в сторону крепости. Это было необходимо для того, чтобы в случае возможной осады у людей была возможности передвигаться такими путями. Эти подземелья должны были сохраниться, так как при разрушении крепости, уничтожалась только наземная часть. Под бастионами были расположены подземные казематы. В 1926 году в одном из отчетов краеведческого музея сообщалось, что в разрушенном валу Петровской крепости была найдена верхняя часть входа, для сооружения которой использовался камень и известь. Подобные ходы были найдены около здания Южного федерального университета. В 1927 году в одном из жилых дворов Таганрога вырыли яму для извести — ее дно провалилось и на глубине 5 метров находился подземных ход. Его удалось исследовать на 20 метров в длину. На месте бывшей крепости стоят университетские корпуса. Когда строилось общежитие № 5 по переулку Гарибальди, был обнаружен круглый старинный пороховой погреб и подземный ход, который был наполовину засыпан.
5 мая 1932 года городские власти создали комиссию с участием археологов, которая проводила исследования по поиску данных сооружений. Археологи нашли древние римские и греческие монеты во время раскопок.. В 1940-х годах напротив бывшей мельницы Алфераки, там, где сейчас располагается автомобильная развязка, снизу правого склона Комсомольского спуска, между переулками — Гарибальди и 1-м Крепостным, был обнаружен сводчатый вход, который был когда-то изготовлен из кирпича. О существовании еще одной подобной конструкции было известно в 1950-х годах — ее нашли на берегу моря, в районе бывшего Карантина.
В 1980-х годах были случаи просадки грунта под многоэтажными домами. Специалисты стали искать обозначение на подземных картах города. Но не нашли подтверждений существования подземных ходов в этих местах.
4 апреля 2024 года были проведены раскопки в районе Таганрогского порта, при которых были обнаружены римские предметы быта и текста, повествующие о существовании в этом месте небольшого римского поселения из числа тех, кто бежал после гражданской войны в Риме и становлением Цезаря бессрочным диктатором. Самый примечательный из них рукопись Публия (лат. Publii manuscriptum), краткое описание предшествующих бегству событий и описание планов по созданию на этом месте римского поселения сохранившего республиканские традиции.